# Ostseegarnele
Die Ostseegarnele (Palaemon adspersus, Syn.: Leander adspersus) ist eine Garnelenart aus der Gattung der Felsengarnelen (Palaemon) innerhalb der Familie der Felsen- und Partnergarnelen (Palaemonidae). Sie ist von wirtschaftlicher Bedeutung für die Fischerei in der Nord- und Ostsee. 

## Merkmale
Die Ostseegarnele ist farblos, transparent und mit kleinen dunklen Pigmentflecken versehen, aber nicht mit transversalen Linien und Streifen gezeichnet wie die Sägegarnele (Palaemon serratus). Das Abdomen ist seitlich zusammengedrückt und zwischen dem 3. und dem 4. Segment ist es etwas nach unten abgeknickt. Weibchen können bis 7 cm lang werden, die Männchen sind kleiner. Das Rostrum ist relativ lang und grob bezahnt. An der Oberseite besitzt es 5–6 Dorsalzähne, an der Unterseite 2 bis 4 Ventralzähne. 

## Verbreitung
Die Ostseegarnele kommt im Ostatlantik und seinen Nebenmeeren vor. So ist die Art an den Küsten Nord- und Westirlands, Südenglands, in der Nord- und Ostsee sowie im Mittelmeer und im Schwarzen Meer beheimatet. An der französischen Ärmelkanalküste ist sie selten, an den Küsten Norwegens ist sie bis zum 60. Breitengrad anzutreffen. 
Sie lebt im küstennahen oberen Sublitoral auf weichen Böden mit niederem Bewuchs und in Flussmündungen.